# Robecco sul Naviglio
Robecco sul Naviglio – miejscowość i gmina we Włoszech, w regionie Lombardia, w prowincji Mediolan.
Według danych na rok 2004 gminę zamieszkiwały 6174 osoby, 308,7 os./km².

## Współpraca
Miejscowość partnerska:
- Fosses-la-Ville, Belgia